# Shukkei-en

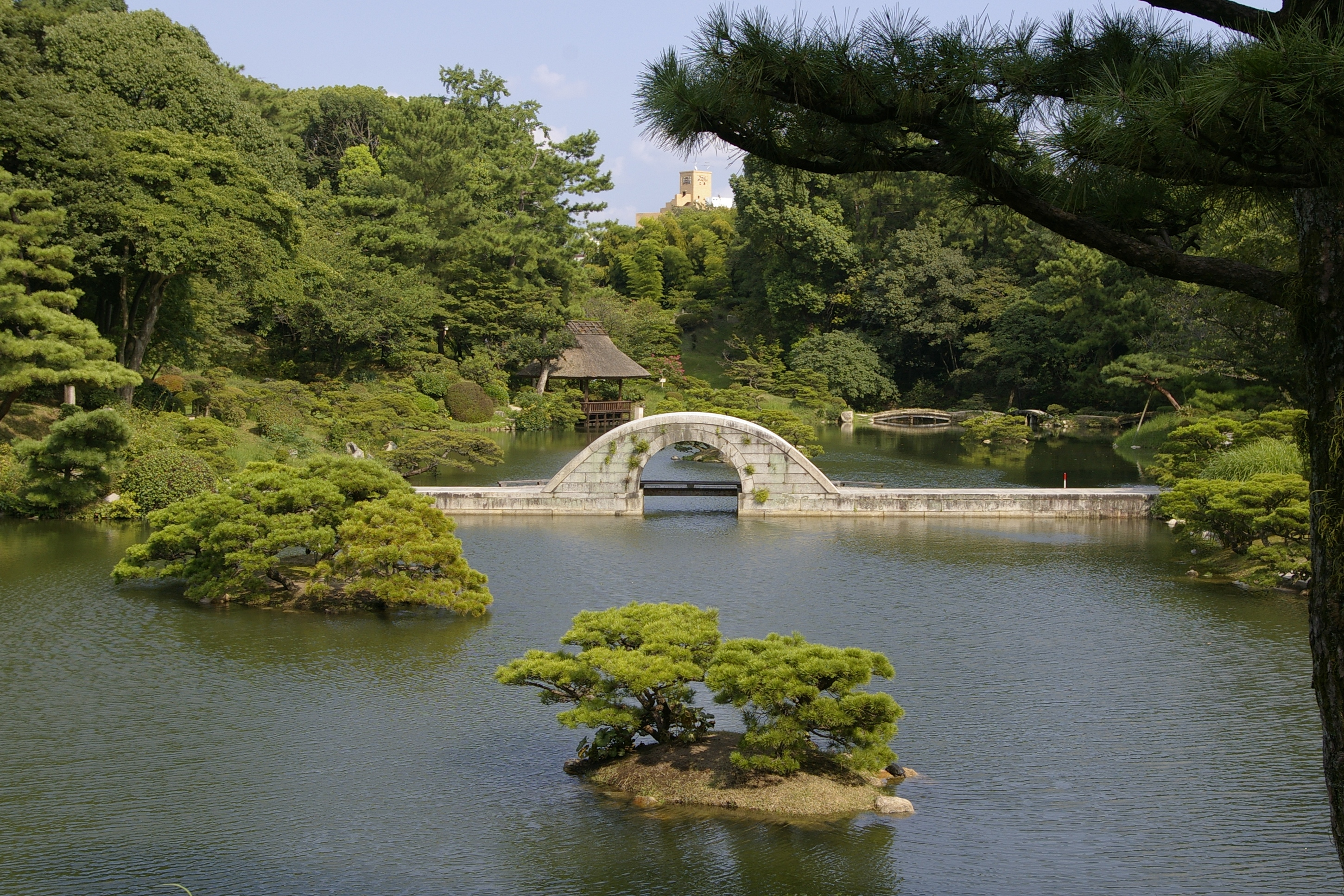
Blick auf die Brücke Kokō-kyō

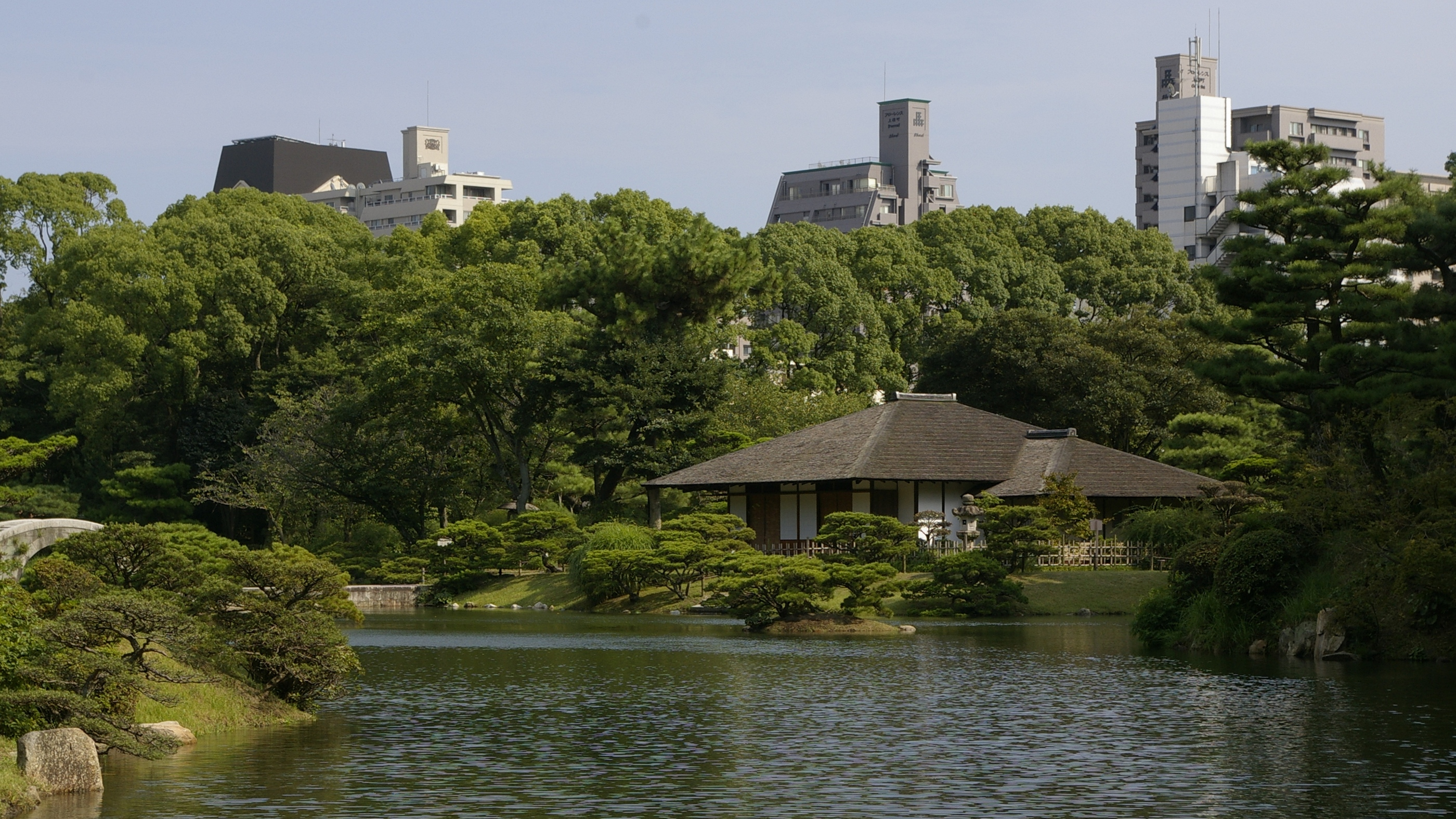
Blick auf die Brücke Kokō-kyō

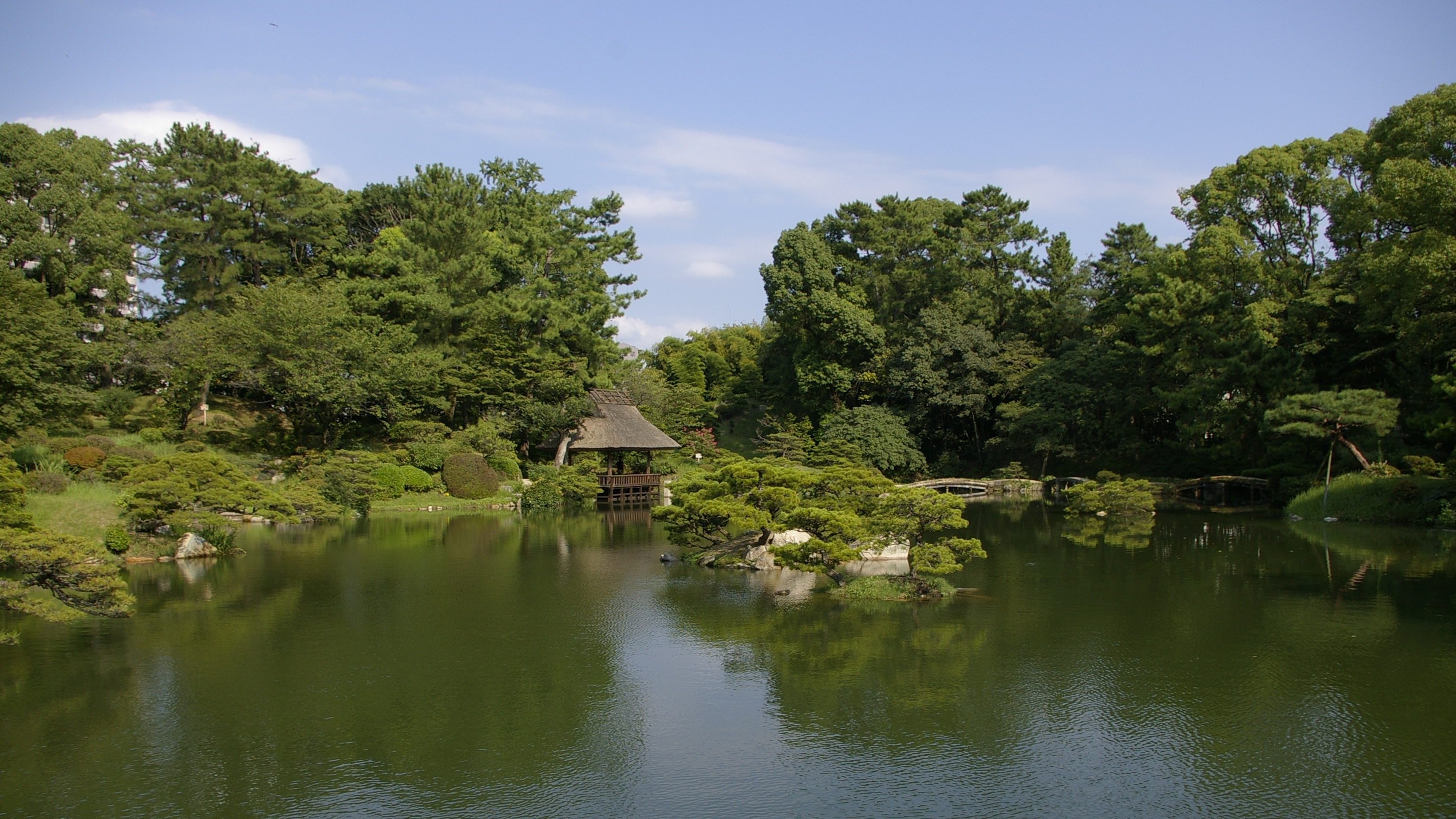
Blick über den Teich in Richtung Osten

Der Shukkei-en (jap. 縮景園) ist ein japanischer Wandelgarten im Stadtbezirk Naka-ku von Hiroshima. Er hat eine Größe von etwa 40.000 m².

## Aufbau
Shukkei bedeutet übersetzt „komprimierte Landschaft“ und bezieht sich auf die Tatsache, dass in dem Garten typische Landschaften Japans in verkleinerter Form zu erkennen sind.
Im Zentrum des Gartens befindet sich der Teich Takuei (濯纓池, -chi), um den herum die Landschaften angeordnet sind. Im Teich befinden sich mehrere Inseln, auf denen kleine Kiefern wachsen. Der Teich ist in der Mitte von einer Brücke, der Kokō-kyō (跨虹橋), überspannt. Im Teich leben Karpfen sowie Schildkröten. Letztere können vom Ufer am Seifū-kan (清風館) beobachtet werden.
Der Garten ist als Wandelgarten mit einer kreisförmigen Tour angelegt. Der Eingang ist im Südwesten. Von hier führt ein Weg zum Seifū-kan, ein Gebäude im Sukiya-Teehausstil. Umwandert man im Uhrzeigersinn den Teich, belangt man im Westen in eine Waldregion. Hier steht das Chōzen-kyo (超然居). Im Norden befindet sich eine Bergregion mit einer zerklüfteten Küste. Es gibt Flussläufe, die in kleinen Buchten münden. Das Teehaus Meigetsu-tei (明月亭) steht in diesem Abschnitt.
Im Osten folgt ein Gebirge, das durch den Berg Kifuku (祺福山, -san) markiert wird. An seinem Fuß endet die Kokō-kyō, die den Teich überspannt. Im Südosten gibt es Gartenlandschaften, einen Teegarten und Reisfelder.
In der südöstlichsten Ecke des Gartens gibt es einen Kräutergarten. Westlich an das Gartenareal schließt das Präfektur-Kunstmuseum an. Es gibt einen Eingang vom Garten aus.

## Geschichte

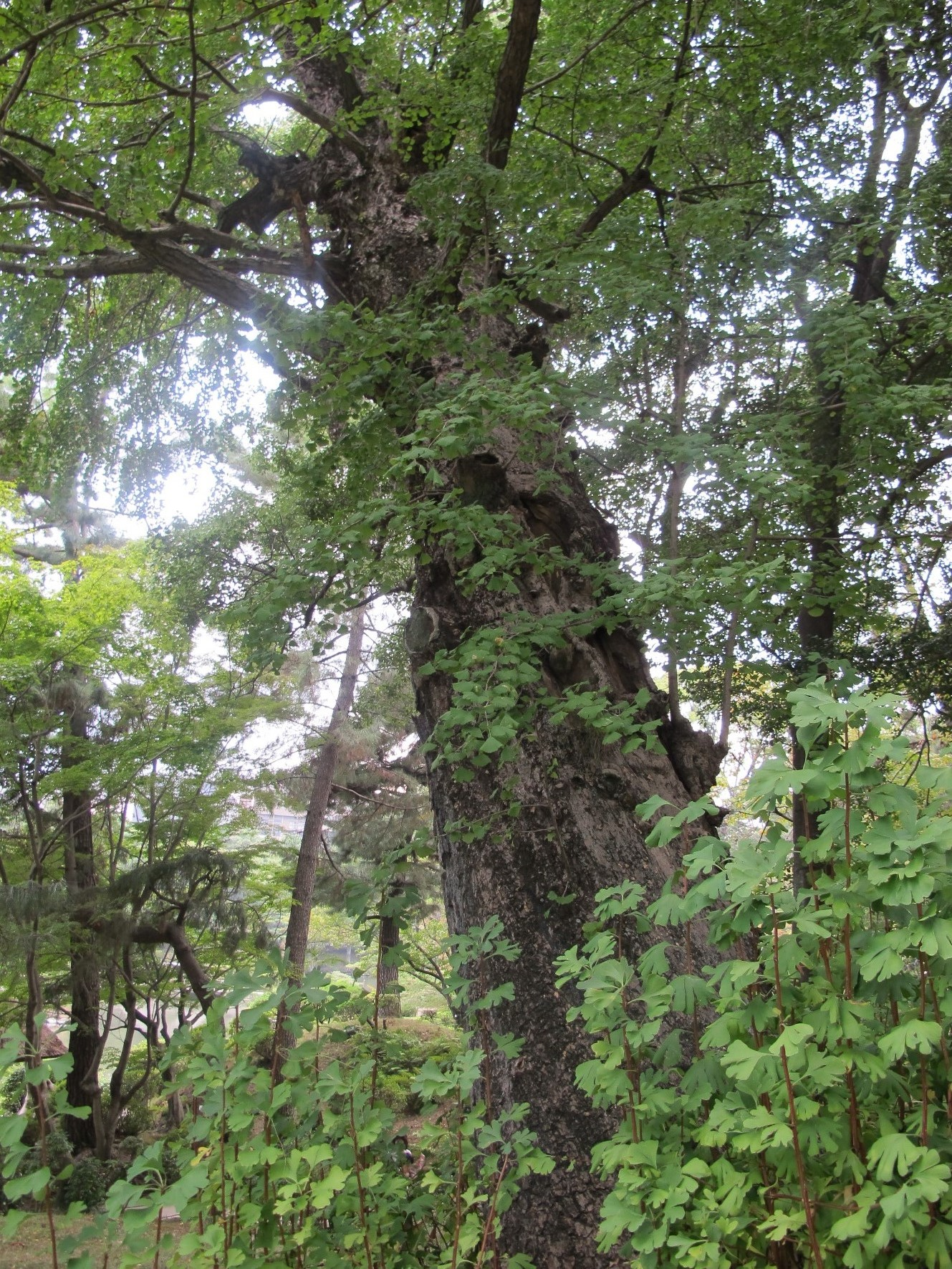
Der alte Ginkgo

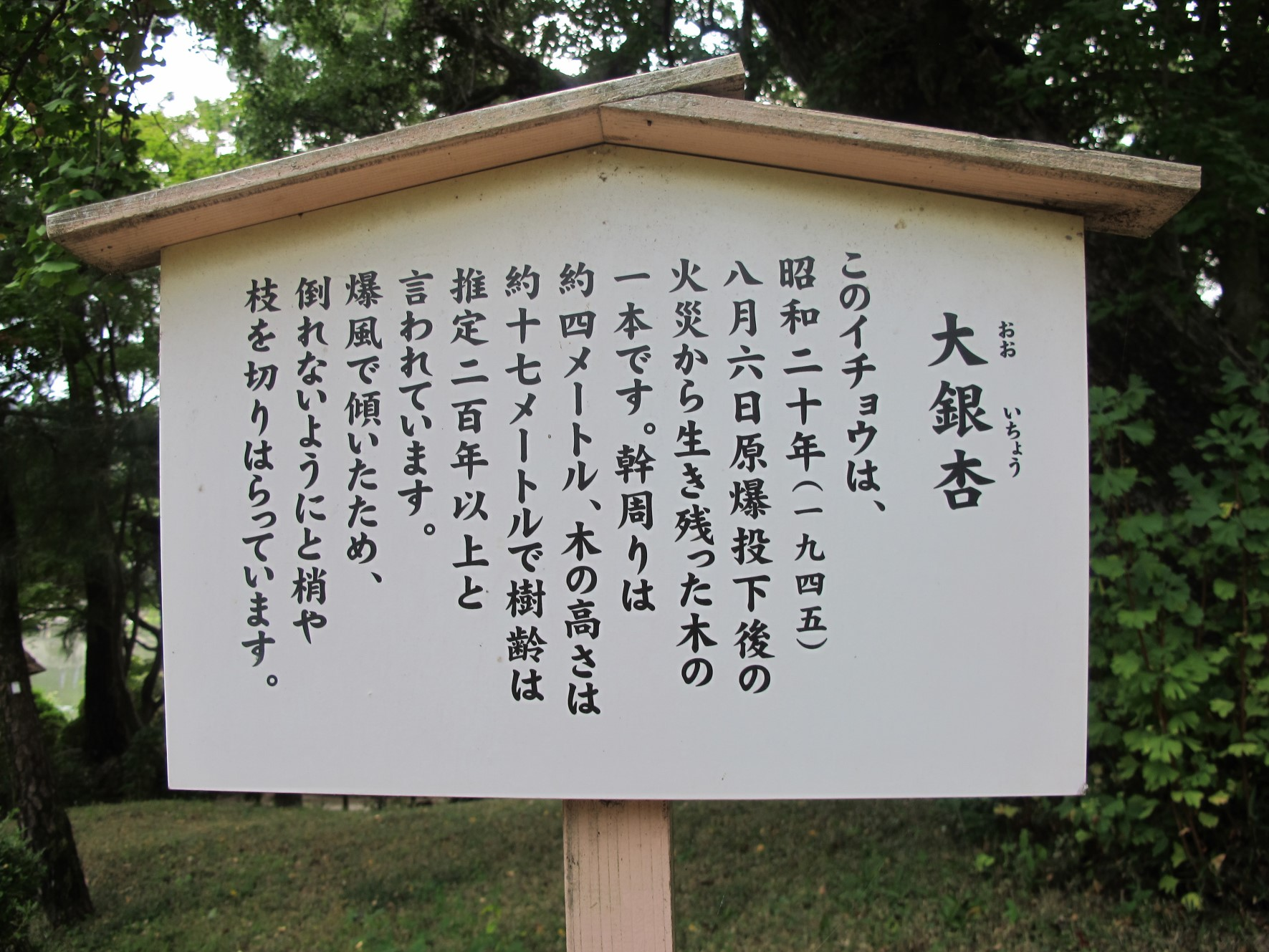
Die Tafel dazu

Im Jahre 1619 (Genma 5) machte Daimyō Asano Nagaakira (浅野 長晟; 1586–1632) die Burg von Hiroshima zu seiner Residenz. Im folgenden Jahr begann sein Gefolgsmann Ueda Sōko (上田 宗箇; 1563–1650), ein Teemeister, mit dem Bau des Gartens. Der Garten war zu diesem Zeitpunkt Teil der Villa. Zwischen 1783 und 1788 (Tenmei 3-8) wurde der Garten auf Weisung von Daimyō Asano Shigeakira (浅野 重晟; 1743–1818) umgestaltet. Verantwortlich für die Umbauten war Shimizu Shichirouemon (清水 七郎右衛門), ein Gartenarchitekt aus Kyoto.
1940 (Shōwa 15) ging der Garten in den Besitz der Präfektur Hiroshima über. 1945 wurde der gesamte Garten durch die Explosion der Atombombe vollständig zerstört. Das Epizentrum der Explosion lag in knapp 1,2 km Entfernung. Obwohl noch nicht vollständig rekonstruiert, wurde der Garten 1951 für die Öffentlichkeit wiedereröffnet. Das Seifū-kan wurde erst 1964, das Meigetsu-tei erst 1974 wiederhergestellt.
Im Garten befindet sich ein alter Ginkgo-Baum. Eine Tafel am Baum vermerkt dazu: Dieser Ginkgo überlebte als einer der Bäume den Feuersturm nach dem Atombomben-Abwurf am 6. August 1945. Stammumfang: rund 4 m, Wipfelhöhe: rund 17 m, Alter des Baumes: geschätzt über 200 Jahre. Durch den Explosionswind geneigt, wird durch Beschneiden der Äste verhindert, dass der Baum umstürzt.

## Lage
Der Garten liegt im Stadtteil Naka-ku direkt am Fluss Kyobashigawa und damit direkt gegenüber vom Hauptbahnhof von Hiroshima. Er liegt abseits der Joban-dori, die vom Hauptbahnhof zum Areal der Burg von Hiroshima führt.